# Himawari Akaho
Himawari Akaho (赤穂ひまわり?, Akaho Himawari; Ishikawa, 28 agosto 1998) è una cestista giapponese.

## Carriera
Con il Giappone ha disputato i Giochi olimpici di Tokyo 2020 e due Campionati mondiali (2018, 2022).